# Ignaz Klinger
Ignaz Klinger (8. června 1814 Dětřichov u Liberce – 25. června 1872 Nové Město pod Smrkem) byl německo-český tkalec, textilní podnikatel a zakladatel Továrny na vlněné zboží Ignaz Klinger. 

## Rodina

### Mládí
Narodil se v Dětřichově (německy Dittersbach) nedaleko Liberce do staré tkalcovské rodiny, která původně provozovala tkalcovnu plátna v okolí Rumburku, která byla později rozšířena také o výrobny ve Frýdlantu a Dětřichově. Ignaz byl synem továrníka a tkalcovského podnikatele Johanna Josefa Klingera (1777–1855) a jeho manželky Marie Terezie, rozené Neumannové (1783–1841).

### Podnikání
Vyučil se tkalcem plátna v tkalcovně svého otce a kolem roku 1835 začal pracovat v tkalcovské rovárně Blumrich ve Frýdlantu. Po krachu a uzavření továrny Blumrich roku 1838 založil Klinger v roce 1839 vlastní podnik v Novém Městě pod Smrkem (německy Neustadt an der Tafelfichte). Zpočátku se omezoval na obchodování, ale brzy začal vyrábět vlastní surové látky. Později přešel k výrobě jemnějších látek a zpracování vlny. Společnost nadále rostla: v roce 1844 pracovalo pro továrnu Ignaze Klingera asi 700 domácích tkalců, do roku 1850 se jejich počet zdvojnásobil na zhruba 1500.
V roce 1862 postavil Klinger v Novém Městě mechanickou tkalcovnu s 500 regulačními a žakárskými stavy. První průmyslová revoluce přinesla městu velký rozvoj a rozkvět. V roce 1869 zde bylo instalováno dalších 100 tkalcovských stavů. V Dětřichově zřídil Klinger tkalcovnu pro své starší bratry Antona a Josefa, které předtím zaměstnával v Novém Městě. Wollwaaren-Fabrik Ignaz Klinger (Vlněná továrna Ignaze Klingera), která zpracovávala bavlnu a vyráběla zboží z ovčí vlny, se stala jedním z největších závodů svého druhu v tehdejším Rakouském císařství a následně v Rakousku-Uhersku.

### Úmrtí
Ignaz Klinger zemřel 25. června 1872 v Novém Městě pod Smrkem ve věku 58 let.

### Po smrti
Po Ignazově smrti převzali jeho životní dílo jeho tři synové a úspěšně pokračovali v rozvoji firmy. Velkou roli v jjejí historii následně sehráli synové Ottomar a Oskar, kteří v roce 1901 postavili další mechanickou továrnu na módní sukno v Chrastavě. Na počátku 20. století zaměstnávala firma Ignaz Klinger na 5000 zaměstnanců.

### Rodina
10. května 1842 se oženil s Antonie Effenbergerovou (1819–1882). Z manželství vzešli tři synové a šest dcer. Textilními podnikateli se stali i synové Oskar (1844–1927), Franz Edmund (1850–1883) a Ottomar (1852–1918). V roce 1898 byli bratři Oskar a Ottomar Klingerovi povýšeni do šlechtického stavu s titulem svobodných pánů a v roce 1908 získali titul baronů.